# Grot Deil
Grot Deil ist eine etwa 0,17 Hektar große, unbewohnte Insel im Breitling zwischen dem mecklenburgischen Festland und der Insel Poel. Sie gehört zur Gemeinde Blowatz.
Die flache Boddeninsel ist ungefähr jeweils 55 Meter lang und breit. Ihre Form ähnelt wegen einer Einbuchtung im Nordwesten einem U, das auf der Seite liegt. Sie liegt 340 Meter vom Festland entfernt und 520 Meter von Poel.
Bis Mitte der 1970er-Jahre wurde Grot Deil als Weide genutzt, seither ist sie ein Brutvogelhabitat. Auf der Insel wächst ein homogen ausgebildeter Strand-Aster-Schilfröhricht mit Vorkommen von Gewöhnlicher Strandsimse (Bolboschoenus maritimus), Rohr-Schwingel (Festuca arundinacea) und Flügelsamiger Schuppenmiere (Spergularia media) sowie den auf der Roten Liste von Mecklenburg-Vorpommern stehenden Arten Englisches Löffelkraut (Cochlearia anglica), Salzwiesen-Rot-Schwingel (Festuca salina), Strand-Aster (Aster tripolium) und Strand-Beifuß (Artemisia maritima).
Grot Deil ist Teil des FFH-Gebiets „Wismarbucht“ sowie des Europäischen Vogelschutzgebiets „Wismarbucht und Salzhaff“.

## Nachweise
1. ↑  Biotopbogen zur Insel (PDF-Datei; 20 kB)
2. ↑  Kartenportal Umwelt Mecklenburg-Vorpommern